# Quake II
Das Computerspiel Quake II ist der zweite Teil der Quake-Reihe. Der Ego-Shooter erschien Ende 1997 für den PC. Das Spiel wurde von id Software entwickelt und von Activision vertrieben. 1999 kam eine Version für das Nintendo 64 (entwickelt von Raster Productions L.L.C) und die PlayStation auf den Markt. Die Playstation-Version war mit der Originalversion auf dem PC weitgehend identisch, die Nintendo-64-Version hingegen enthielt neue Spielabschnitte, Missionen und einen neuen Soundtrack. Die Online-Funktionen (Mehrspielermodus) der PC-Version wurden auf beiden Konsolen durch den Splitscreen ersetzt.
Quake II ist der Nachfolger zu Quake, hat von der Hintergrundgeschichte her jedoch nichts mit seinem Vorgänger zu tun. Ursprünglich war ein eigener Titel für das Spiel angedacht, darunter der Namensvorschlag WOR.
Der Soundtrack der PC-Version stammt fast ausschließlich von der Band Sonic Mayhem; ansonsten noch von Bill Brown, Rob Zombie und Jer Sypult.
Die letzte erschienene Version ist 3.20. Diese Aktualisierung enthielt Bugfixes und neue Mehrspieler-Karten. Version 3.21 wurde nur als Quelltext veröffentlicht.

## Handlung
In ferner Zukunft wird die Menschheit von einer außerirdischen Rasse von Cyborgs bedroht, den Strogg. Das Spiel setzt zu dem Zeitpunkt ein, als das terranische Militär einen Großangriff auf den Heimatplaneten der Strogg startet. Als Soldat ist man bei einem Absturz von seiner Mannschaft getrennt worden und befindet sich nun allein im feindlichen Gebiet. Über Funk mit der Kommandozentrale verbunden, bekommt der Spieler nun verschiedene Aufträge, darunter Sabotage, Beschaffung von Daten, Zielmarkierung von Luftangriffen und letztendlich die Vernichtung des obersten Feldherrn der Strogg. Im Verlaufe des Spiels erkundet der Spieler diverse Einrichtungen der Strogg, darunter Industriegebiete, Militärstützpunkte, Gefängnisse, Fabriken zur Verarbeitung von Menschen und den Palast des Strogg-Herrschers.

## Technik
Im Unterschied zum Vorgänger Quake, der erst über eine spätere Aktualisierung Hardwarebeschleunigung durch 3D-Grafikkarten unterstützte, war diese in Quake II von Anfang an integriert. Die Schnittstelle hierfür ist id-typisch OpenGL. Dies ermöglichte unter anderem farbige Lichteffekte. Eine weitere Neuerung war die Darstellung des Himmels durch eine sogenannte Skybox, eine Technik, die kubisches Environment Mapping zur Darstellung eines Panoramas nutzt. Auch ein ressourcenschonender Netzcode, der das Spiel von Anfang an im Internet spielbar machte, wurde implementiert. Somit war eine Fortführung von QuakeWorld (dem separaten Mehrspieler-Zusatz zu Quake) nicht nötig.
Quake II läuft immer als Client/Server-Modell, auch im Einzelspielermodus. Das bedeutet erstens, dass auch im Einzelspielermodus zunächst ein (Einzelspieler-)Server gestartet wird, zu dem sich der Spieler (als einziger) verbindet. Zweitens ist es dadurch auch möglich, Quake II im sogenannten dedicated Mode (dedizierter Modus) zu starten, das heißt, es wird nur der Server, nicht aber die Sound-, Grafik- oder Spieler-Schnittstelle gestartet. Dadurch kann man selbst auf älteren Rechnern einen Quake-II-Server für den Mehrspieler-Modus betreiben.

## Erweiterungen
Es gibt drei offizielle Add-ons für Quake II:
- Quake II Mission Pack: The Reckoning – erschienen am 30. Mai 1998, entwickelt von Xatrix. Enthält eine neue Einzelspieler-Kampagne, neue Waffen und Monster sowie mehrere neue Mehrspieler-Level.[6]
- Quake II Mission Pack: Ground Zero – erschienen am 31. August 1998, entwickelt von Rogue Entertainment. Auch dieses Mission Pack enthält eine neue Einzelspieler-Kampagne, neue Waffen, Monster und neue Mehrspieler-Level.[7]
- Netpack I: Extremities – erschienen am 26. November 1998. Hierbei handelt es sich um eine Kompilation verschiedener Mehrspieler-Mods (u. a. Action Quake 2, C.H.A.O.S. Deathmatch und Rocket Arena) die von Hobby-Entwicklern aus der Community um das Spiel erstellt wurden. Trotz des Titels gab es keinen Nachfolger.

Daneben gibt es zwei weitere kommerzielle Add-ons für Quake II, die zwar über eine Lizenz von id Software verfügen, aber nicht als offizielle Mission Packs von Activision vertrieben wurden:
- Zaero – veröffentlicht 1998, entwickelt von Team Evolve und vertrieben von Macmillan Digital Publishing USA.[8]
- Juggernaut: The New Story For Quake II – veröffentlicht 1998, entwickelt von Canopy Games und vertrieben von Head Games Publishing.[9]

## Rezeption
Das Spiel wurde im Einzelspieler positiv bewertet: die Gegner agieren geschickt und Zwischensequenzen erzählen eine interessante Story. Im Mehrspielermodus traten jedoch gehäuft technische Probleme auf, es gab keinen Koop-Modus und die Waffenstärke sei nicht gut ausbalanciert. Das Leveldesign sei durchdacht. Farbige Lichteffekte und flüssige Animationen machten das Spiel optisch zur neuen Referenz.

## Indizierung in Deutschland
Das Spiel war in Deutschland bis August 2019 auf der Liste der jugendgefährdenden Medien. Die USK verweigerte die Einstufung wegen Gewaltverherrlichung und Verletzung der Menschenwürde der humanoid anmutenden Gegnerfiguren. Um einer Beschlagnahmung zuvorzukommen, bot Activision das Spiel in Deutschland gar nicht erst an, so dass der Verkauf nur über Direktimport möglich war. Ob das Spiel den Straftatbestand § 131 StGB wirklich erfüllte, wurde letztendlich nie geklärt. Die Entscheidung der USK war auch im europäischen Raum einmalig: in Österreich, der Schweiz und den Niederlanden gab es keinerlei Restriktionen. Im Vereinigten Königreich war das Spiel ab 15 Jahren freigegeben.
Im August 2019 wurde die Indizierung für das Hauptspiel aufgehoben, im September 2022 folgte die Listenstreichung der Erweiterung Quake II Mission Pack: The Reckoning und im Mai 2023 Juggernaut: The New Story for Quake II.
Im Juni 2022 wurde Quake II erneut von der USK geprüft und bekam diesmal die Freigabe ab 18.

## Quelltext
Der Quelltext der kompletten Engine von Version 3.19 wurde im Dezember 2001 unter der GPL veröffentlicht, später wurde auch noch Version 3.21 herausgegeben.

## Portierungen
Vertigo Software veröffentlichte mit Quake II .NET eine Portierung des Originalquelltext in C zu Visual C++, ergänzt um ein Head-up-Display, um zu zeigen, wie leicht sich Quelltext auf die Microsoft CLR portieren lässt. Ein Portierung auf Java unter Verwendung von JOGL sollte demonstrieren, dass Java-Bytecode einer nativen Implementierung, was die Leistungsfähigkeit angeht, sehr nahe kommt. Später wurde auf der Jake2-Basis die Engine auf JavaScript portiert und mittels Google Web Toolkit, WebGL und WebSockets im Webbrowser lauffähig.
Im März 2019 wurde eine um Echtzeit-Raytracing ergänzte Version namens Quake II RTX von Nvidia Lightspeed Studios angekündigt. Am 6. Juli wurde diese kostenfrei bei Steam und GOG.com veröffentlicht, allerdings wird eine Vollversion von Quake II benötigt.

### Remaster
Am 10. August 2023 wurde eine von Nightdive Studios entwickelte Remaster-Version für PC, Nintendo Switch, PlayStation 4 und 5, Xbox One und Series X|S veröffentlicht. Ähnlich wie bereits bei Quake enthält die Remaster-Version von Quake II neben dem Hauptspiel auch die beiden offiziellen Addons The Reckoning und Ground Zero, eine neue Zusatzkampagne (Call of the Machine) und die angepassten Levels der Nintendo-64-Konsolenportierung.